# Isidoor De Loor

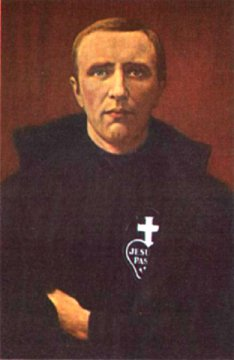
Broeder Isidoor

De zalige Broeder Isidoor, geboren als Isidore De Loor (Vrasene, 18 april 1881 – Kortrijk, 6 oktober 1916), trad in 1906 in bij de passionisten als lekenbroeder en nam de naam Isidore van de Heilige Jozef aan. Hij werd bekend door zijn intens gebedsleven, zijn liefdadigheid en zijn eenvoud. Nadat hij in 1911 een oog aan kanker had verloren, bleef hij de rest van zijn leven aan kanker lijden en stierf ten slotte in 1916.
Hij werd zalig verklaard op 30 september 1984 door Johannes Paulus II. Op 7 oktober 1984 werd voor deze zaligverklaring een huldefeest gehouden in Kortrijk. Zijn feestdag is op 6 oktober.
Zijn grafkapel bevindt zich in de Sint-Antoniuskerk van Kortrijk, waarnaast zich ook zijn bedevaartsoord bevindt.

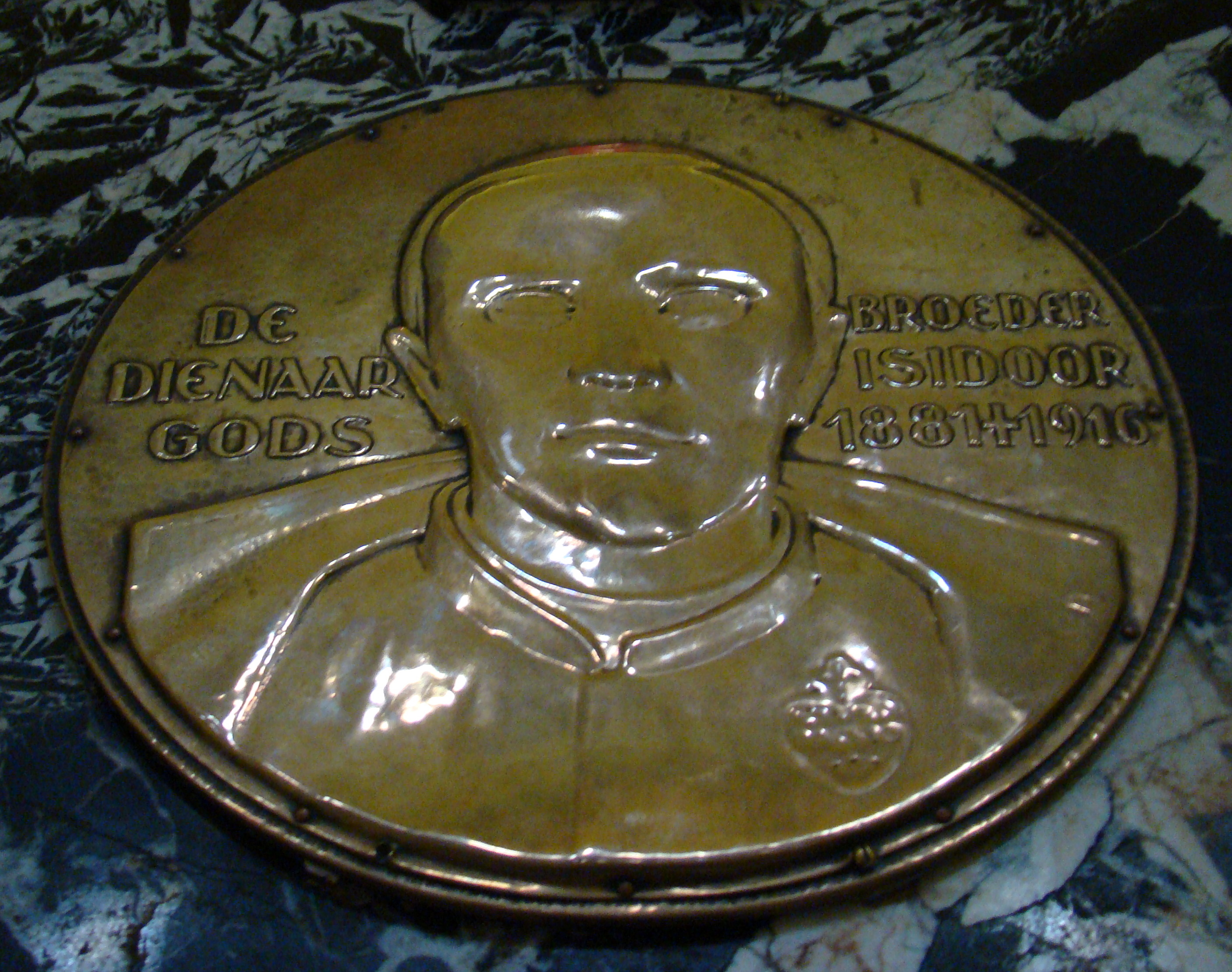
Plaquette in de Sint-Antoniuskerk

## Publicatie
- Brieven van de Dienaar Gods Broeder Isidoor van de H. Jozef, 1956.